# Glindbusch
Der Glindbusch ist ein Naturschutzgebiet in der niedersächsischen Stadt Rotenburg (Wümme) und der Gemeinde Gyhum in der Samtgemeinde Zeven im Landkreis Rotenburg (Wümme).

## Allgemeines
Das Naturschutzgebiet mit dem Kennzeichen NSG LÜ 084 ist 235 Hektar groß. Es ist größtenteils Bestandteil des FFH-Gebietes „Wiestetal, Glindbusch, Borchelsmoor“. Das Naturschutzgebiet besteht aus vier Teilflächen, welche durch Teile des Landschaftsschutzgebietes „Glindbachniederung, Hesedorfer Wiesen und Keenmoorwiesen“ miteinander vernetzt sind. Eine Teilfläche im Osten grenzt direkt an das Naturschutzgebiet „Westliches Borchelsmoor“. Das Gebiet steht seit dem 1. April 2012 unter Naturschutz. In ihm ist das zum 16. Oktober 1982 ausgewiesene, 92 Hektar große bisherige Naturschutzgebiet sowie das gleichnamige Landschaftsschutzgebiet aufgegangen. Ursprünglich sollten 250 Hektar unter Naturschutz gestellt werden. Nach Einsprüchen von Eigentümern und Nutzern musste ein Kompromiss gefunden werden. Zuständige untere Naturschutzbehörde ist der Landkreis Rotenburg (Wümme).

## Beschreibung
Das Naturschutzgebiet liegt südöstlich der Bundesautobahn 1 zwischen Gyhum und Mulmshorn in einer Niederung. Im Westen grenzt es an die Bundesstraße 71, im Osten teilweise an die von der evb betriebene Bahnstrecke zwischen Bremervörde und Rotenburg (Wümme) als Teil der ehemaligen Bahnstrecke Bremervörde–Walsrode. Es stellt im Kern ein Bruchwaldgebiet mit Buschweiden- und Erlenbruchwald sowie Birken-Eichenwald und Feuchtwiesen, die nur noch teilweise als Grünland genutzt werden, unter Schutz. Die Wiesenbereiche weisen unterschiedliche Feuchtegrade auf. Hier kommen Großseggenriede und Hochstaudensümpfe vor. Das Naturschutzgebiet bietet u. a. Fischotter und Schwarzstorch einen Lebensraum. In den Bruchwaldbereichen sind u. a. Einbeere, Sumpfdotterblume, Wechselblättriges Milzkraut und Alpen-Hexenkraut zu finden. Eine Besonderheit des Naturschutzgebietes ist der Kriechende Sellerie, der in Niedersachsen nur drei weitere Vorkommen in den Landkreisen Vechta, Lüchow-Dannenberg und Diepholz hat.
Die strukturreichen Laubwaldbestände zeichnen sich durch einen hohen Alt- und Totholzanteil aus. Im Waldbereich, der früher als Nieder- und Mittelwald genutzt wurde, sind alte Hutebäume zu finden. Im Nordosten des Naturschutzgebiets liegen in einer Teilfläche östlich der Bahnstrecke einige naturnahe Fischteiche. Das Naturschutzgebiet wird vom Glindbach, der bei Mulmshorn in die Wieste mündet, und einigen seiner Nebenbäche durchflossen. Einige der Bäche entspringen im Naturschutzgebiet.